# Golpe Avisa
Golpe Avisa é o sexto álbum de estúdio do grupo mexicano, Cartel de Santa. O álbum foi lançado em 5 de agosto, 2014.

## Lista de músicas
| N.º | Título                       | Participação especial | Duração |  |
| 1.  | "Andamos Zumbando"           |                       | 2:18    |  |
| 2.  | "Si Te Vienen a Contar"      |                       | 3:39    |  |
| 3.  | "Suena Mamalona"             | Campa                 | 4:45    |  |
| 4.  | "Es De Ley"                  | Draw                  | 3:53    |  |
| 5.  | "Bullyar"                    |                       | 3:39    |  |
| 6.  | "Los Mensajes Del WhatsApp"  |                       | 3:33    |  |
| 7.  | "Doctor Marihuano"           | Big Man               | 4:26    |  |
| 8.  | "Me Alegro de Su Odió"       |                       | 4:27    |  |
| 9.  | "Wacha, Están Mamando Riata" |                       | 3:26    |  |
| 10. | "A Ti Te Da Besitos"         |                       | 3:14    |  |
| 11. | "Para Cada Loco"             | Millonario            | 3:34    |  |
| 12. | "Lo Que Quiero Es Besarte"   |                       | 3:10    |  |